# Kienzle Uhren
KIENZLE Uhren GmbH je jeden z nejstarších Německých výrobců hodinových strojů. Firma byla založena v roce 1822 v Schwenningenu, hlavní sídlo firmy je od roku 2002 v Hamburku.

## Historie
Firma byla založena německým hodinářem Johannem Schlenkerem a jeho syny Christian-Johannem a Erhardem pod jménem Deutsche Uhrenfabrik. Zpočátku firma pouze obchodovala a spolupracovala převážně s různými výrobnami typických kukaček (tzv. „Lackschilduhre“) ve Schwartzwaldu.
Ale již od roku 1855 jsou jejich hodiny pro ponocné prodávány po celém světě.
V roce 1883 se vnuk Karl Johannes Schlenker a jeho švagr Jakob Kienzle, který se oženil s Agathe Schlenkerovou, rozhodli přejmenovat společnost na Schlenker & Kienzle. Ta se specializovala na výrobu regulátorů hodin a budíků. Všechny tyto hodiny byly vyrobeny ručně s vysokou přesností a každý rok vyrobili přibližně 20 000 kusů. 
V Chomutově byla v objektu bývalého mlýna roku 1887 otevřena druhá továrna. Roku 1893 dosáhla společnost masivní velikosti a vyrobila více než 160 000 hodin různých typů a provedení.

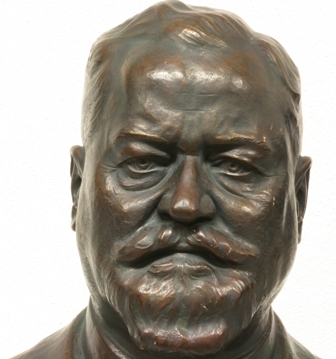
Busta Jakoba Kienzleho

Jakob Kienzle si roku 1897 koupil práva svého bratra a v té době zaměstnával přibližně 400 lidí.
V roce 1900 Kienzle již vyrábí kapesní hodinky, hodiny, regulátory, hodinky převážně pro ženy a první rychloměry používané v rodícím se automobilovém průmyslu. Kienzle také představil první plně automatické razítkovací hodiny, které byly brzy používané v tisících továrnách po celém světě.

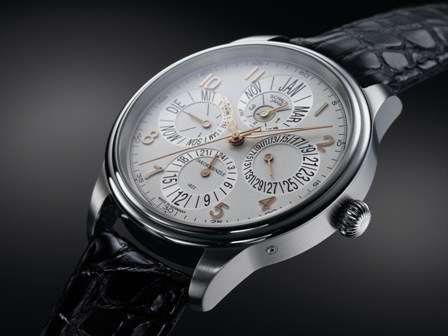
Edice Jakob Kienzle #4

Po roce 1907 byly otevřeny pobočky v Paříži, Londýně, Miláně. Počala výroba levných náramkových hodinek, roční produkce činí asi 2 miliony kusů a firma zaměstnává asi 1700 lidí.
Kienzle přejmenoval firmu na Kienzle Uhrenfabriken GmbH a roku 1929 se sloučil s firmou Thomas Haller. Roku 1931 prezentoval tzv. „Strapazier-Armbanduhr“, ty se díky své robustní konstrukci a prodeji čítajícím přes 25 miliónů kusů staly velmi populárním produktem. O rok později vyvíjí osmidenní letecké hodiny do kokpitu. Koncem třicátých let 19. století začíná Kienzle vyrábět dva typy stolních hodin ve vyšší cenové kategorii (hodiny se zvěrokruhem a hodiny se světovým časem).
Po druhé světové válce firma vyrábí mimo jiné i parkovací automaty zvané „Volksautomatik“. V šedesátých letech 20. století je Kienzle vůdčí firmou na německém trhu. V roce 1972 uvádí na trh vůbec první solárně dobíjené quartzové hodinky „Heliomat“. Ty jsou v následujících letech následovány LED hodinkami a prvními cestovními quartzovými hodinami.
Na počátku devadesátých let firma produkuje nejodolnější hodinky na světě, které vydrží tlak ve vodě až do hloubky 12 000 metrů a první rádiem řízený budík s analogicky nastavovaným časem.

## Současnost
Značka byla roku 1997 prodána na základě dědictví hongkongské firmě Highway Holdings Ltd.. Ale již po pěti letech se v roce 2002 značka Kienzle vrací do Německa po zřízení Kienzle AG. Od té doby je hlavní sídlo v Hamburku a firma se vrací do starých kolejí. Společnost nakupuje celosvětové obchodní a distribuční práva, začíná vyvíjet a vyrábět tři nové kolekce hodinek v různých cenových kategoriích se značkou Kienzle 1822.

## Italské Kienzle
V italském Miláně byla roku 1933 založena pobočka distribuující produkty německé firmy Kienzle na italském území.
Díky nepřetržitým změnám módního stylu začalo italské Kienzle používat své vlastní zkušenosti a rozšířilo produktovou řadu. Kolekce jsou fúzi německé kvality, italské tvořivosti a designu. Některé hodinky jsou určeny výhradně pro italský trh. 

První značky
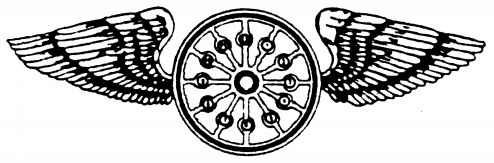
První značka Schlenker & Kienzle (okřídlené kolo)
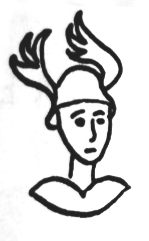
Značka Schlenker & Kienzle registrovaná 6.10.1889 (Merkur)
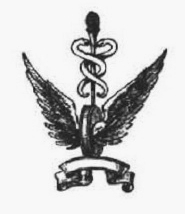
Značka Carl-Johannes Schlenkera
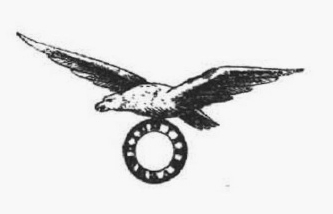
Značka firmy Schlenker & Kienzle registrována 22.3.1899